# Association Sportive MangaSport
L'Association Sportive MangaSport és un club de futbol gabonès de la ciutat de Moanda. Va ser fundat l'any 1962 i disputa els seus partits a l'Stade Henri Sylvoz.

## Palmarès
- Lliga gabonesa de futbol: [2]
  - 1995, 2000, 2004, 2005, 2006, 2008, 2013/14, 2014/15, 2017/18, 2024/25
- Copa gabonesa de futbol: [3]
  - 1964, 1994, 2001, 2005, 2007, 2011
- Supercopa gabonesa de futbol: [3]
  - 1994, 2001, 2006